# Nordfjellmarka
Nordfjellmarka est une localité du comté de Nordland, en Norvège.

## Géographie
Administrativement, Nordfjellmarka fait partie de la kommune de Brønnøy.